# 坂上洋子
坂上洋子（日语：／ Sakaue Yōko，1968年8月29日—），日本女子柔道运动员。她曾代表日本参加1992年夏季奥林匹克运动会柔道比赛，获得女子72公斤以上级铜牌。她也曾在1988年亚洲柔道锦标赛上获得铜牌。